# قاشقک هندوانه
قاشقک هندوانه وسیله‌ای شبیه قاشق است که با فشار دادن آن در گوشت هندوانه و چرخش آن می‌توان هندوانه را به شکل گلوله‌ای (کروی) درآورد. این وسیله را می‌توان برای برش کروی میوه‌های نرم دیگر هم مورد استفاده قرار داد. قطر قسمت کاسه‌شکل قاشقک هندوانه از حدود ۱ تا ۳ سانتیمتر متفاوت و معمولاً از فولاد ضدزنگ و دسته‌اش از چوب، فلز یا پلاستیک سخت است. در بعضی از انواع دسته در وسط قرار گرفته و در قسمت کاسه‌شکل هر طرف اندازه‌های متفاوتی دارد، معمولاً وسط قسمت کاسه‌شکل سوراخی برای عبور هوا و آب میوه وجود دارد. برای ملون‌های متفاوتی مثل: هندوانه، گرمک و طالبی می‌توان از این وسیله استفاده کرد. قاشقک هندوانه معمولاً وسیله‌ای چندکاره است. برشهای کروی شکلی که با این وسیله درست شده‌اند معمولاً در سالاد میوه به کار می‌روند.